# Bradypus torquatus
Lười ba ngón Maned, Bradypus torquatus là một loài động vật có vú trong họ Bradypodidae, bộ Pilosa. Loài này được Illiger mô tả năm 1811.. Chúng chỉ sống ở Brasil.

## Hình ảnh

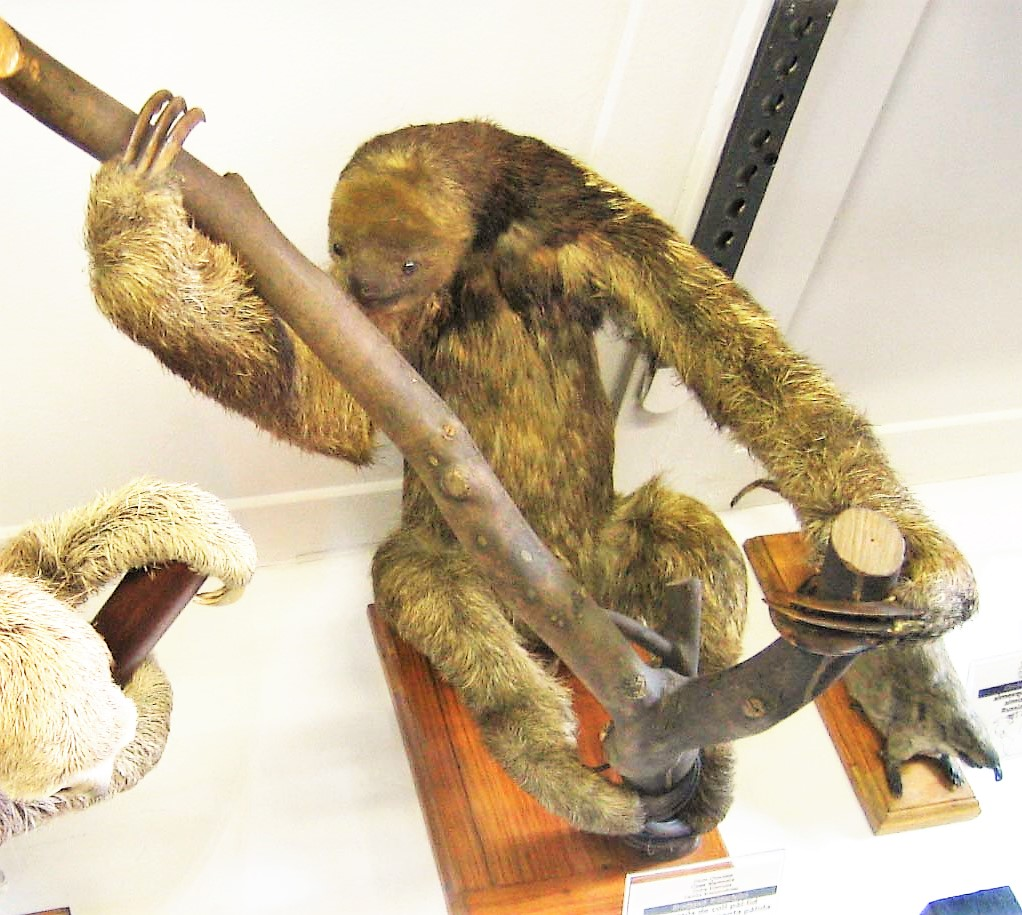
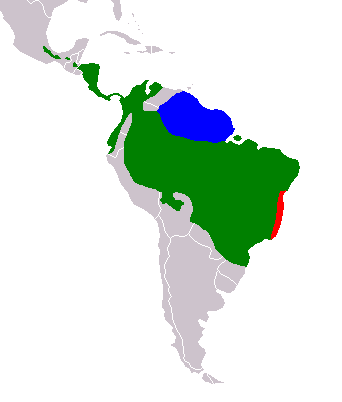
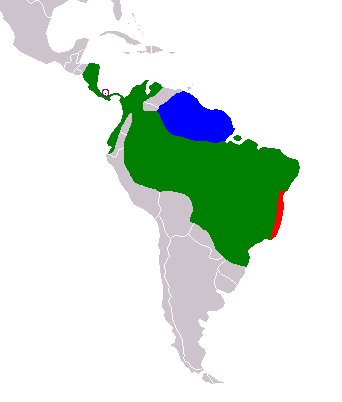
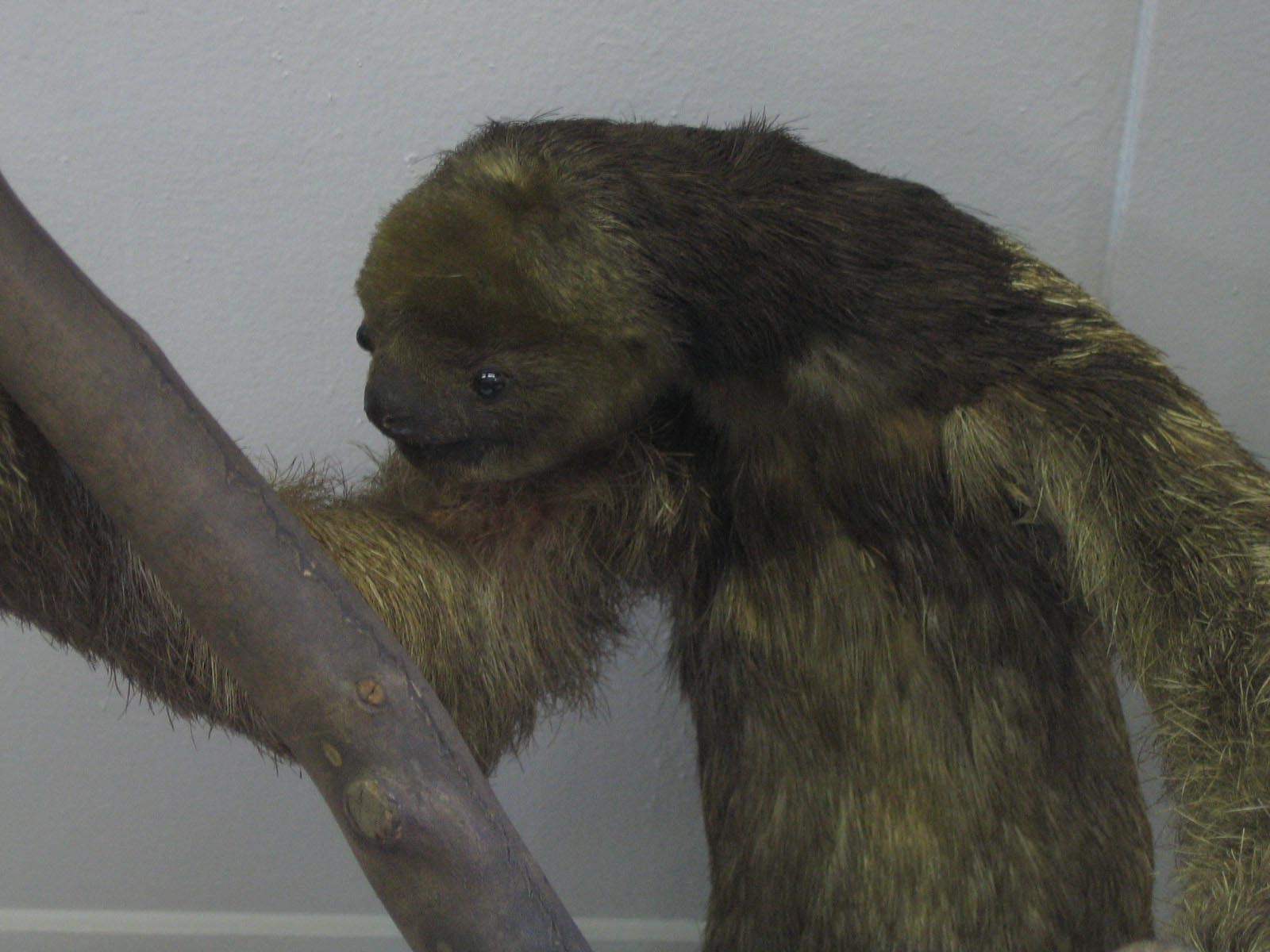

## Giải phẫu và hình thái học
Con đực trưởng thành có tổng chiều dài đầu thân 55–72 cm (22–28 in), với một cái đuôi khoảng 5 cm (2,0 in) và trọng lượng 4,0-7,5 kg (8,8-17 lb). Con cái thường lớn hơn 55–75 cm (22–30 in), và trọng lượng 4,5-10,1 kg (9,9-22 lb). Cũng giống như tất cả các loài lười khác, Bradypus torquatus có khối lượng cơ bắp rất ít so với các loài động vật có vú cùng kích thước với nó. Khối lượng cơ giảm này cho phép nó treo trên các nhánh cây nhỏ.